# Стив Егњу
Стив Егњу (енгл. Steve Agnew) је амерички глумац који живи и ради у Србији. Најпознатији је по улози у филму Српски ожиљци.

## Улоге
| Год.  | Назив                             | Улога                |
| ----- | --------------------------------- | -------------------- |
| 1998. | Три палме за две битанге и рибицу | Водитељ              |
| 2003. | Миле против транзиције            | Судија Меј           |
| 2003. | Сјај у очима                      | Конзуларни службеник |
| 2004. | Пад у рај                         | НАТО официр          |
| 2009. | Српски ожиљци                     | Горан Обилич         |
| 2009. | Зона мртвих                       | Професор             |
| 2009. | Горки плодови                     |                      |
| 2011. | Cat Run                           | Амерички туриста     |
| 2011. | Kутиja                            |                      |
| 2011. | Жене са Дедиња                    |                      |
| 2012. | The Raven                         |                      |